# Far Harbor
Far Harbor (conocida en algunos países de Hispanoamérica como El barco del señor Spreckman) es una película estadounidense de 1996 dirigida por John Huddles y protagonizada por Jennifer Connelly, Marcia Gay Harden, Edward Atterton y Dan Futterman.

## Sinopsis
Un grupo de viejos amigos pasan el fin de semana en Long Island, en casa de un importante productor cinematográfico. Lo que inicialmente parece una visita cualquiera, empieza a tornarse en una oscura experiencia cuando las ansias de poder y la envidia empiezan a invadir a algunos de los invitados.

## Reparto
- Jennifer Connelly es Ellie
- Marcia Gay Harden es Arabella
- Dan Futterman es Brad
- Edward Atterton es Frick
- George Newbern es Jordan

Fuente:

## Recepción
El filme obtuvo en general críticas negativas. En su crítica, el portal Three Movie Buffs afirmó: "Far Harbor es una película independiente de 1996 que parece más bien una película estudiantil. Está mal escrita, cuenta con una actuación pobre y amateur de varios de los protagonistas, y es en general aburrida y carente de vida".